# Battles in the North
Battles in the North är det tredje fullängds studioalbumet med det norska black metal-bandet Immortal. Albumet utgavs 1995 av skivbolaget Osmose Productions.

## Låtlista
1. "Battles in the North" – 4:12
2. "Grim and Frostbitten Kingdoms" – 2:47
3. "Descent into Eminent Silence" – 3:10
4. "Throned by Blackstorms" – 3:39
5. "Moonrise Fields of Sorrow" – 2:25
6. "Cursed Realms of the Winterdemons" – 3:59
7. "At the Stormy Gates of Mist" – 3:00
8. "Through the Halls of Eternity" – 3:36
9. "Circling Above in Time Before Time" – 3:56
10. "Blashyrkh (Mighty Ravendark)" – 4:34

- Text: Demonaz Doom Occulta (1–8, 10), Abbath Doom Occulta (spår 9)
- Musik: Demonaz Doom Occulta (spår 6), Abbath Doom Occulta (spår 1–5, 7–10)

## Medverkande
Musiker (Immortal-medlemmar)
- Abbath Doom Occulta (Olve Eikemo) – sång, basgitarr, trummor, sologitarr
- Demonaz Doom Occulta (Harald Nævdal) – gitarr

Produktion
- Pytten (Eirik Hundvin) – producent, ljudtekniker
- Jeroen van Valkenburg – omslagskonst
- O.I. – foto
- J.W.H. (Jannicke Wiese-Hansen) – logo